# 莫斯
莫斯（挪威語：Moss，聆听ⓘ）是挪威东福尔郡的市镇，行政中心为莫斯镇。市镇面积为63平方公里，人口数量为32,570人（2012年），人口密度为每平方公里440人。

## 图集

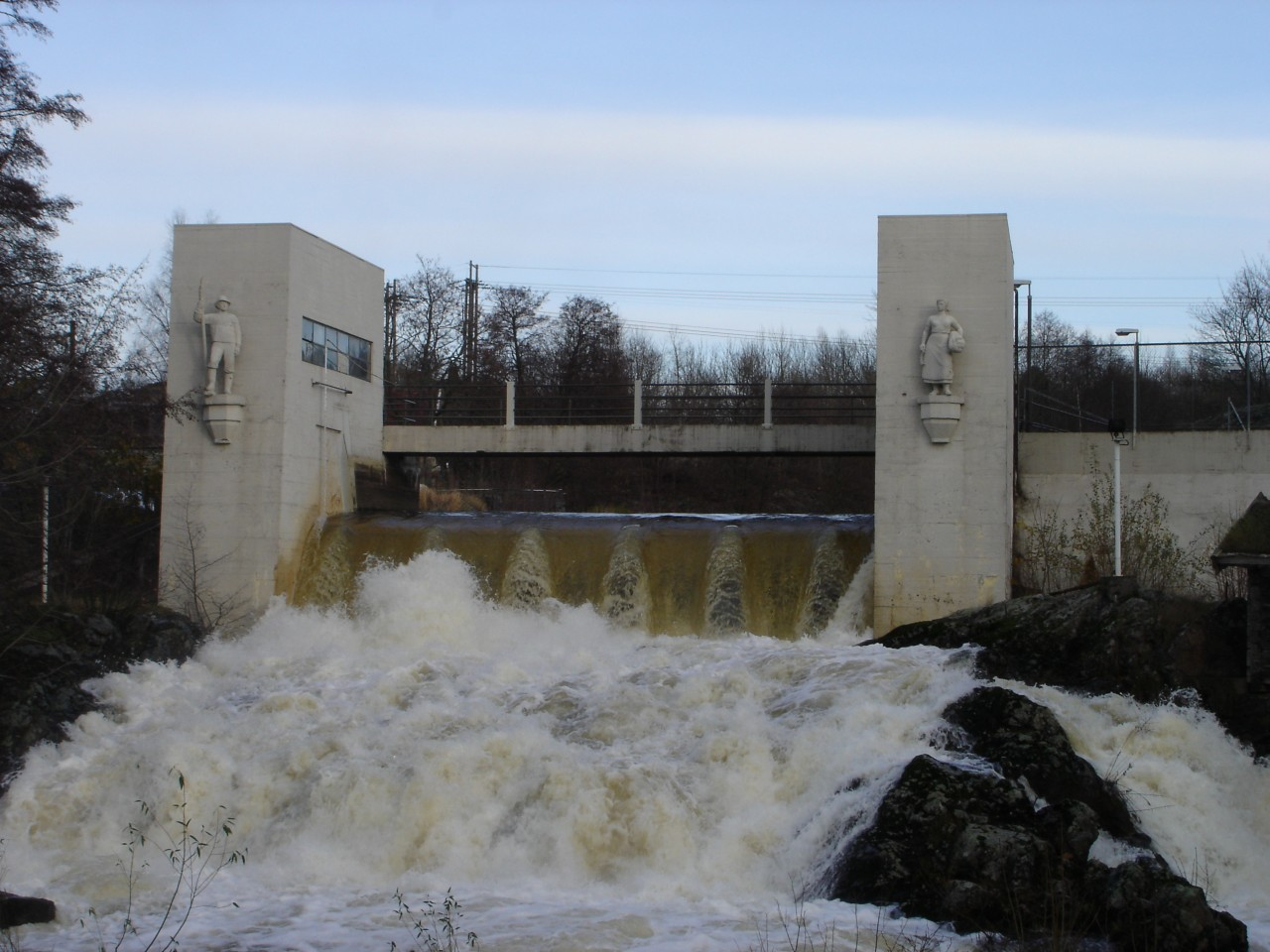
莫斯瀑布，莫斯市工业的象征
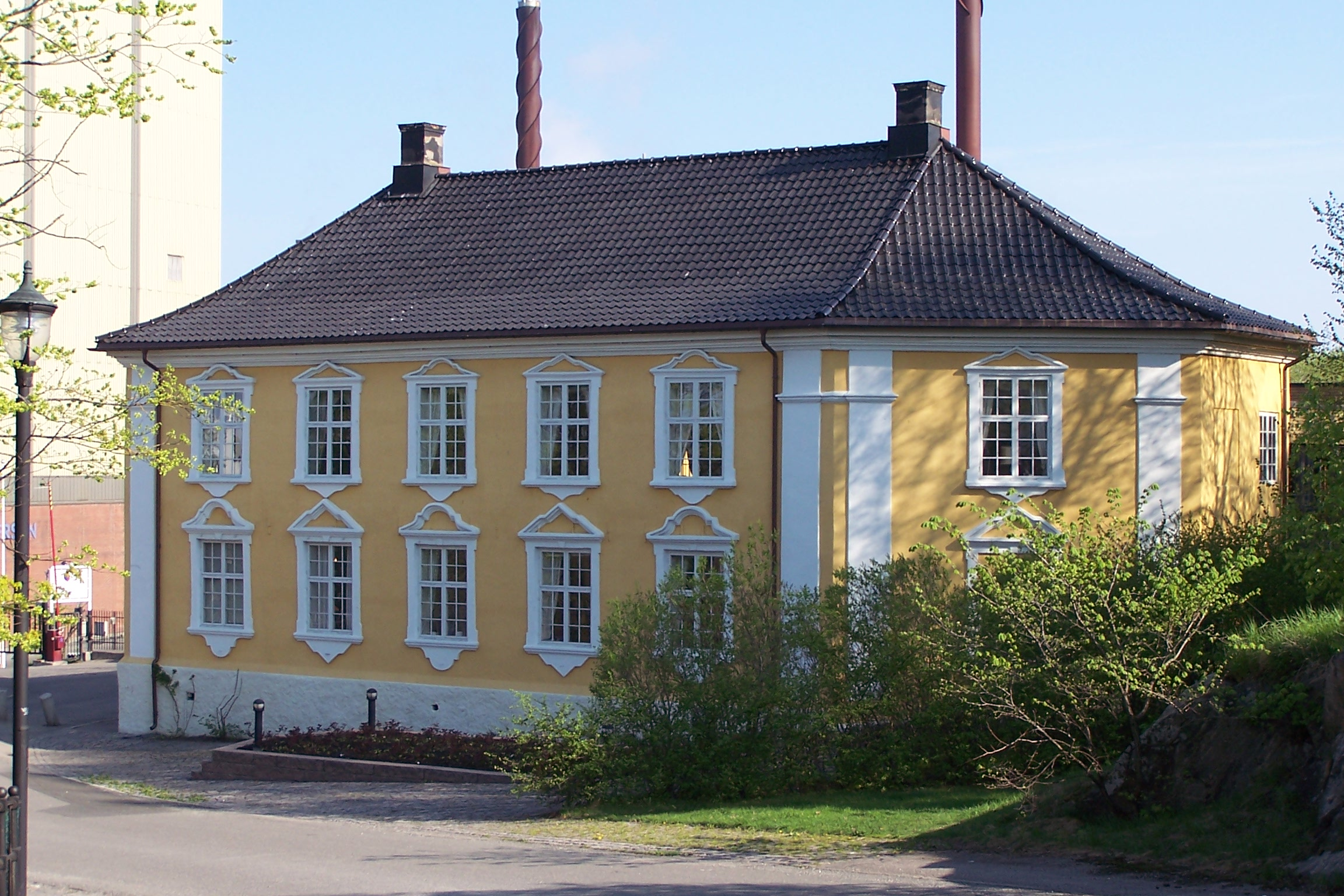
莫斯铁工厂（Moss Jernverks），1814年的莫斯协定（挪瑞两国之间的和平条约）签订于此
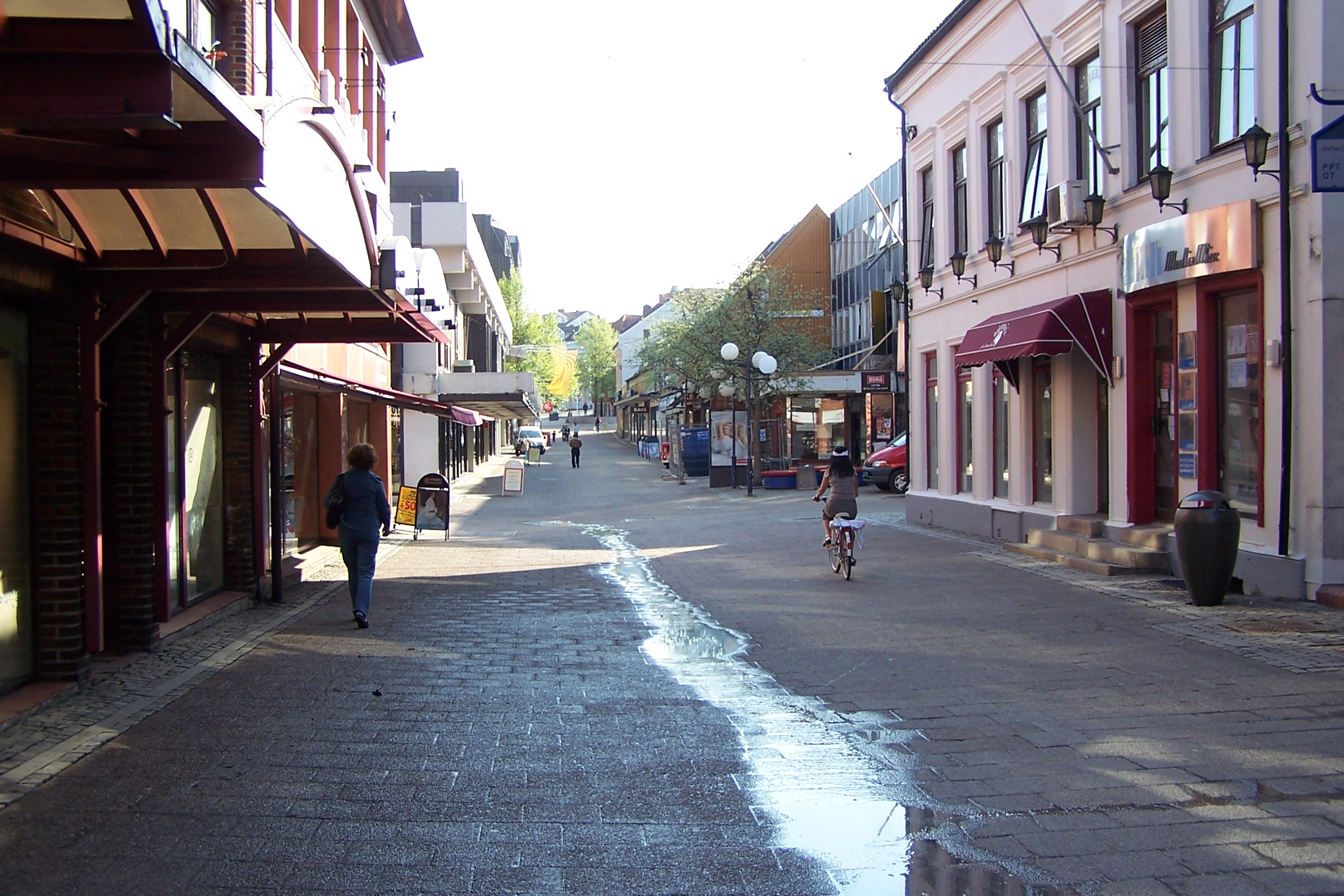
市中心的行人街道